# William Kotzwinkle
William Kotzwinkle, född 1938 eller 1943 i Scranton, Pennsylvania, är en amerikansk författare, barnboksförfattare och manusförfattare. Han vann World Fantasy Award för bästa roman för Doktor Råtta 1977, och har även vunnit National Magazine Award för fiktion. Han skrev romanen baserad på manuset till E.T. the Extra-Terrestrial.

### Romaner
- The Firemen (1969)
- Elephant Boy: A Story of the Stone Age (1970)
- The Day the Gang Got Rich (1970)
- The Ship That Came Down The Gutter (1970)
- The Return of Crazy Horse (1971)
- Hermes 3000 (1972)
- The Supreme, Superb, Exalted and Delightful, One and Only Magic Building (1973)
- The Fan Man (1974)
- Night Book (1974)
- Up the Alley with Jack and Joe (1974)
- Swimmer in the Secret Sea (1975)
- Doctor Rat (1976)
  - Doktor Råtta ((översättning Nils Olof Lindgren, Forum, 1978)
- The Leopard's Tooth (1976)
- Fata Morgana (1977)
  - Fata Morgana (översättning Nils Olof Lindgren, Forum, 1978)
- The Ants Who Took Away Time (1978)
- Herr Nightingale And the Satin Woman (1978)
- Dream of Dark Harbor: A Ghostly Sea Story (1979)
- The Nap Master (1979)
- Jack in the Box (1980), senare omdöpt till Book of Love när filmen Book of Love baserad på den släpptes.
- Christmas at Fontaine's (1982)
- Superman III (1983), baserat på David och Leslie Newmans manus.
- Great World Circus (1983)
- Queen of Swords (1983)
- Seduction in Berlin (1985)
- The Exile (1987)
- The Midnight Examiner (1989)
- The Game of Thirty (1994)
- The Million-Dollar Bear (1995)
- The Bear Went Over the Mountain (1996)
- The Amphora Project (2005)
- The Game Of 30 (2007)[3]

#### E.T. the Extra-Terrestrials
- E.T. the Extra-Terrestrial (1982) (baserat på Melissa Mathisons filmmanus)
  - E.T.: the extra-terrestrial (översättning Sam J. Lundwall, Forum, 1982)
- E.T.: the extra-terrestrial story-book
  - E.T. : the extra-terrestrial: gästen från rymden (översättning Karin Blach, B. Wahlström, 1983)
- E.T.: The Book of the Green Planet (1985)

### Samlingar
- Elephant Bangs Train (1971)
  - Elefanten på tåget: noveller (översättning Gunnar Barklund, Forum, 1972)
- The Oldest Man: And Other Timeless Stories (1971)
- Trouble in Bugland: A Collection of Inspector Mantis Mysteries (1983)
- Jewel of the Moon (1985)
- Hearts of Wood: And Other Timeless Tales (1986)
- The Hot Jazz Trio (1989)
- Tales from the Empty Notebook (1995)

### Noveller
- "The Curio Shop" (1980)
- "Fragments of Papyrus from the Temple of the Older Gods" (1988)
- "Blues on the Nile: A Fragment of Papyrus" (1989)
- "Boxcar Blues" (1989)
- "Django Reinhardt Played the Blues" (1989)
- "Horse Badorties Goes Out" (1973)
- "The Magician"

### Barnböcker
- The World Is Big and I'm So Small (1986) ISBN 0-517-56310-X

- Walter the Farting Dog series (med Glenn Murray och Elizabeth Gundy, illustrationer av Audrey Colman)
  - Walter the Farting Dog (2001) ISBN 1-58394-053-7 (publicerat på Latin som  Walter, Canis Inflatus (2004) ISBN 1-58394-110-X)
  - Walter the Farting Dog: Trouble at the Yard Sale (2004) ISBN 0-525-47217-7
  - Rough Weather Ahead for Walter the Farting Dog (2005) ISBN 0-525-47218-5
  - Walter the Farting Dog goes on a Cruise (2006) ISBN 0-525-47714-4
  - Walter The Farting Dog: Banned From the Beach (June 21, 2007) ISBN 0-525-47812-4

### Manus
- Terror på Elm Street 4 - Freddys mardröm (1988)
- Book of Love (1990) (adapted from his novel Jack in the Box, for the film)